# Кощеевское сельское поселение
Коще́евское се́льское поселе́ние — муниципальное образование в Корочанском районе Белгородской области.
Административный центр — село Кощеево.

## География
Расположено примерно в 14 километрах от районного центра города г.Короча, Корочанский район, Белгородская область. Автобусная поездка до райцентра занимает около 25 минут.

## История
Село Кощеево основано беженцами из-под Черкасс (ныне Украина) ориентировочно в начале 17 века. Об этом свидетельствуют архивные документы и распространённая в селе фамилия Наливайко, которая достаточно известна в украинской истории. Распространены также фамилии Гринёв и Ермоленко.
Во второй половине 1950-х годов в Кощеевский сельсовет Корочанского района входили село Кощеево и 9 хуторов: Гриневка, Долгий Бродок, Емельяновка, Киселевка, Круглый Бродок, Новая Деревня, Пуголовка, Сцепное, Чернышевка.
В 1997 году село Кощеево в Корочанском районе — центр Кощеевского сельского округа, в который входило Кощеево (319 домовладений, 921 житель) и Пестуново (114 домовладений, 257 жит.) и 8 хуторов: Долгий (52 жит.), Долгий Бродок (60), Емельяновка (23), Круглый Бродок, Сцепное (144), Тоненькое (94), Хмелевое (70) и Чернышевка (56 жит.).
Кощеевское сельское поселение образовано 20 декабря 2004 года в соответствии с Законом Белгородской области № 159.

## Население
| 2010  | 2011  | 2012  | 2013  | 2014  | 2015  | 2016  | 2017  | 2018  |
| ----- | ----- | ----- | ----- | ----- | ----- | ----- | ----- | ----- |
| 1592  | ↘1589 | →1589 | ↘1552 | ↗1560 | ↘1554 | ↗1560 | ↘1542 | ↗1553 |
| 2019  | 2020  | 2021  |       |       |       |       |       |       |
| ↗1565 | ↘1549 | ↘1177 |       |       |       |       |       |       |

## Состав сельского поселения
В состав сельского поселения входят 9 населённых пунктов:
| № | Населённый пункт | Тип населённого пункта       | Население |
| - | ---------------- | ---------------------------- | --------- |
| 1 | Долгий Бродок    | хутор                        | ↘33       |
| 2 | Долгое           | хутор                        | ↗83       |
| 3 | Емельяновка      | хутор                        | ↘12       |
| 4 | Кощеево          | село, административный центр | ↗894      |
| 5 | Пестуново        | село                         | ↗262      |
| 6 | Сцепное          | хутор                        | ↗155      |
| 7 | Тоненькое        | хутор                        | ↘91       |
| 8 | Хмелевое         | хутор                        | ↘56       |
| 9 | Чернышевка       | хутор                        | ↘6        |

## Экономика
На территории сельского поселения в рамках программы «Семейные фермы Белогорья» работает 8 семейных ферм с выручкой от реализации произведенной продукции в 2009 году 2654,5 тыс. руб. Направление специализации поселения — овощное.
На территории работает два инфраструктурных предприятия по обеспечению с выручкой от реализации:
- в 2009 году — 600 тыс. руб.,
- в 2010 году — 1560 тыс. руб.

Так же работают инфраструктурные предприятия по переработке с выручкой от реализации
- в 2009 году — 3000 тыс. руб.,
- в 2010 году — 3360 тыс. руб.

В ходе реализации приоритетного национального проекта «Развитие АПК» получено кредитов на развитие личных подсобных хозяйств в сумме 3137 тыс. руб.
Земли сельскохозяйственного назначения Заяченского поселения обрабатывает ООО «Держава»

## Инфраструктура
В селе имеются общеобразовательная школа и детский сад (165 учеников на 2012 учебный год). На нынешний момент известны названия восьми улиц села.

## Русская православная церковь

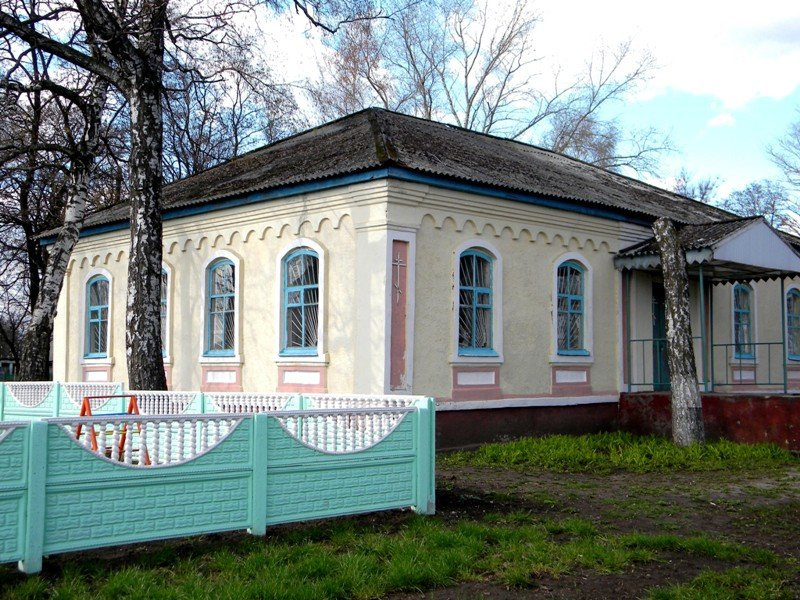
Здание храма Петра и Павла

В селе имеется церковь Петра и Павла в приспособленном для этого здании. Строится новый храм.